# Funkcja aktywna słownika
Funkcja aktywna słownika, słownik aktywny – funkcja słownika dwujęzycznego (bilingwalnego) zorientowana na tworzenie tekstów obcojęzycznych.
O funkcji aktywnej słownika bilingwalnego, o słownikach aktywnych mówimy, gdy językiem wyjściowym jest język ojczysty a docelowym język obcy. Taki słownik służący do tworzenia tekstów w obcym języku lub tłumaczenia na język obcy wymaga bogatej mikrostruktury. Powinien zawierać możliwie wiele informacji na temat obcojęzycznych ekwiwalentów, jak informacje gramatyczne, np. (przy rzeczownikach) formy dopełniacza liczby pojedynczej i mianownika liczby mnogiej), konteksty użycia, kolokacje, zróżnicowanie znaczeń (przy polisemii), kwalifikatory, informacje o wymowie (przy niektórych ekwiwalentach). Przy wyrazach hasłowych takie informacje są z reguły zbędne.
Funkcję aktywną dla niemieckiego czy francuskiego odbiorcy pełnią odpowiednio słowniki niemiecko-polskie, słowniki francusko-polskie.
Przykłady słowników o funkcji aktywnej dla użytkowników polskich: Praktyczny słownik  S. Gruczy (część polsko-niemiecka), Langenscheidt Słownik Partner (część polsko-niemiecka), Wielki słownik polsko-niemiecki PWN.
Nie należy jednak pojęć „aktywny” i „pasywny” (funkcja pasywna słownika) rozumieć jako aktywność lub brak aktywności użytkownika słownika, lecz jako odniesienie do produkcji lub recepcji obcojęzycznego tekstu. 